# Nasino
Nasino – miejscowość i gmina we Włoszech, w regionie Liguria, w prowincji Savona.
Według danych na rok 2004 gminę zamieszkiwały 224 osoby, 10,7 os./km².